# Замок Пакс
Замок Пакс (англ. Puck’s Castle) — один из замков Ирландии, расположен в графстве Дублин. Сейчас замок находится в руинах. В замке сохранились остатки главной башни, лестницы и камина.

## История
Замок Пака расположен в приходе Ратмайкл на юго-востоке графства Дублин. О нем мало что известно. Это руины замка, построенного в XVI веке, примерно в 1500 году. Замок был частью комплекса оборонительных сооружений, построенных для защиты Пейла — английской колонии в Ирландии от «диких ирландцев» — ирландских кланов, которые не покорены Англией и пытавшихся освободить свои земли от англичан. Возле замка когда-то была укрепленная усадьба и имение. Замок был убежищем короля Англии Джеймса II в 1690 году, когда он отступал после поражения на реке Бойн во время так называемой войны якобитов и затем бежал во Францию. Замок сейчас серьезно разрушен и продолжает разрушаться дальше. Название замка происходит от ирландского слова Пак или Пука — мифический персонаж, разновидность нечистой силы, своего рода призрак или злой дух. О нем сложено немало местных легенд. Согласно легендам Пак является настоящим хозяином замка и стережет вход к нему незримыми воротами. Войти в эти ворота и встретиться с Паком можно лишь тогда, когда обладаешь специальным тайным знаком. Пак может схватить человека и унести далеко в таинственные владения или болота, или подарить какую-то вещь, которая принесет много несчастий. С замком связывают много таинственных событий. Так, в 1867 году возле замка исчезла Элеонора Шеррард — дочь местного англичанина, которая гуляла возле замка и собирала цветы. Полиция искала ее, но тщетно. Последний, кто ее видел был местный почтальон, сообщивший, что она приблизилась к замку Пакс. Судьба ее до сих пор остается неизвестной.
Есть версия, что замок Пака был построен из камней древнего языческого святилища, которое называлось Беарна Дерг (ирл. Bearna Dhearg). Кроме замка в окрестностях Ратмайкл можно найти руины церкви, находящиеся недалеко от остатков Круглой крепости, которая была построена еще во времена ранней железной эпохи. Название Ратмайкл происходит от ирландской названия Рах Мик Тайл (ирл. Ráth Mhic Táil), что можно перевести как «Битва сыновей Тайла» или «Крепость сыновей Тайла». Судя по всему этими землями некогда владел клан Мик Тайл и имел здесь крепость.